# Bahnstrecke Brackwede–Osnabrück
| |                      |                                                   |                                                   |
| Streckennummer (DB): | 2950                 |                                                   |                                                   |
| Kursbuchstrecke (DB): | 402                  |                                                   |                                                   |
| Kursbuchstrecke: | 222a (1946)          |                                                   |                                                   |
| Streckenlänge: | 53 km                |                                                   |                                                   |
| Spurweite: | 1435 mm (Normalspur) |                                                   |                                                   |
| Streckenklasse: | CE                   |                                                   |                                                   |
| Streckengeschwindigkeit: | 80 km/h              |                                                   |                                                   |
| Zugbeeinflussung: | PZB                  |                                                   |                                                   |
| |                      |                                                   |                                                   |
| \| \| \| von Minden \| \| \| \| 0,0 \| Brackwede ⊙ \| 137 m \| \| \| \| nach Hamm und nach Paderborn \| \| \| \| 1,9 \| Quelle-Kupferheide ⊙ \| Quelle-Kupferheide ⊙ \| \| \| 3,2 \| Quelle ⊙ \| Quelle ⊙ \| \| \| 5,3 \| Steinhagen Bielefelder Straße ⊙ \| Steinhagen Bielefelder Straße ⊙ \| \| \| 6,5 \| Steinhagen (Westf) ⊙ \| Steinhagen (Westf) ⊙ \| \| \| 9,0 \| Dürkoppwerke \| Dürkoppwerke \| \| \| 9,9 \| Künsebeck ⊙ \| Künsebeck ⊙ \| \| \| 12,8 \| Halle (Westf) ⊙ \| 123 m \| \| \| 13,9 \| Halle (Westf) OWL-Arena ⊙ \| Halle (Westf) OWL-Arena ⊙ \| \| \| 14,3 \| Anst August Storck KG \| Anst August Storck KG \| \| \| 16,3 \| Hesseln ⊙ \| Hesseln ⊙ \| \| \| 19,9 \| Borgholzhausen ⊙ \| 103 m \| \| \| 22,6 \| Westbarthausen ⊙ \| Westbarthausen ⊙ \| \| \| \| Landesgrenze Nordrhein-Westfalen / Niedersachsen⊙ \| \| \| \| \| \| \| \| \| \| Infrastrukturgrenze DB InfraGO / VLO \| \| \| \| \| \| \| \| \| 26,3 \| Dissen-Bad Rothenfelde ⊙ \| 98 m \| \| \| 29,8 \| Hilter ⊙ \| 128 m \| \| \| \| Scheitelpunkt \| 180 m \| \| \| 32,5 \| Hankenberge \| Hankenberge \| \| \| 35,6 \| Wellendorf ⊙ \| 130 m \| \| \| 38,7 \| Kloster Oesede ⊙ \| 101 m \| \| \| 42,1 \| Oesede ⊙ \| 88 m \| \| \| \| nach Hasbergen \| \| \| \| 44,1 \| Malbergen \| Malbergen \| \| \| 46,3 \| Osnabrück-Sutthausen ⊙ \| Osnabrück-Sutthausen ⊙ \| \| \| \| von Wanne-Eickel \| \| \| \| 49,5 \| Osnabrück-Hörne \| Osnabrück-Hörne \| \| \| \| Osnabrück Rosenplatz (in Bau) \| \| \| \| \| nach Abzw Lüstringen \| \| \| \| 52,9 \| Osnabrück Hbf (Löhne–Rheine) ⊙ \| \| \| \| \| nach Hamburg-Harburg \| \| \| \| \| \| \| \| Quellen: [1][2] \| \| \| \| |                      |                                                   |                                                   |
| Strecke |                      | von Minden                                        | von Minden                                        |
| Bahnhof | 0,0                  | Brackwede ⊙                                       | 137 m                                             |
| Abzweig geradeaus und nach links |                      | nach Hamm und nach Paderborn                      | nach Hamm und nach Paderborn                      |
| Haltepunkt / Haltestelle | 1,9                  | Quelle-Kupferheide ⊙                              | Quelle-Kupferheide ⊙                              |
| Bahnhof | 3,2                  | Quelle ⊙                                          | Quelle ⊙                                          |
| Haltepunkt / Haltestelle | 5,3                  | Steinhagen Bielefelder Straße ⊙                   | Steinhagen Bielefelder Straße ⊙                   |
| Bahnhof | 6,5                  | Steinhagen (Westf) ⊙                              | Steinhagen (Westf) ⊙                              |
| ehemaliger Haltepunkt / Haltestelle | 9,0                  | Dürkoppwerke                                      | Dürkoppwerke                                      |
| Haltepunkt / Haltestelle | 9,9                  | Künsebeck ⊙                                       | Künsebeck ⊙                                       |
| Bahnhof | 12,8                 | Halle (Westf) ⊙                                   | 123 m                                             |
| Haltepunkt / Haltestelle | 13,9                 | Halle (Westf) OWL-Arena ⊙                         | Halle (Westf) OWL-Arena ⊙                         |
| Abzweig geradeaus und ehemals nach links | 14,3                 | Anst August Storck KG                             | Anst August Storck KG                             |
| Haltepunkt / Haltestelle | 16,3                 | Hesseln ⊙                                         | Hesseln ⊙                                         |
| Haltepunkt / Haltestelle | 19,9                 | Borgholzhausen ⊙                                  | 103 m                                             |
| Haltepunkt / Haltestelle | 22,6                 | Westbarthausen ⊙                                  | Westbarthausen ⊙                                  |
| Grenze |                      | Landesgrenze Nordrhein-Westfalen / Niedersachsen⊙ | Landesgrenze Nordrhein-Westfalen / Niedersachsen⊙ |
| |                      |                                                   |                                                   |
| Wechsel des Eisenbahninfrastrukturunternehmens |                      | Infrastrukturgrenze DB InfraGO / VLO              | Infrastrukturgrenze DB InfraGO / VLO              |
| |                      |                                                   |                                                   |
| Haltepunkt / Haltestelle | 26,3                 | Dissen-Bad Rothenfelde ⊙                          | 98 m                                              |
| Haltepunkt / Haltestelle | 29,8                 | Hilter ⊙                                          | 128 m                                             |
| Kulminations-/Scheitelpunkt |                      | Scheitelpunkt                                     | 180 m                                             |
| ehemaliger Bahnhof | 32,5                 | Hankenberge                                       | Hankenberge                                       |
| Bahnhof | 35,6                 | Wellendorf ⊙                                      | 130 m                                             |
| Haltepunkt / Haltestelle | 38,7                 | Kloster Oesede ⊙                                  | 101 m                                             |
| Haltepunkt / Haltestelle | 42,1                 | Oesede ⊙                                          | 88 m                                              |
| Abzweig geradeaus und ehemals nach links |                      | nach Hasbergen                                    | nach Hasbergen                                    |
| ehemaliger Haltepunkt / Haltestelle | 44,1                 | Malbergen                                         | Malbergen                                         |
| Haltepunkt / Haltestelle | 46,3                 | Osnabrück-Sutthausen ⊙                            | Osnabrück-Sutthausen ⊙                            |
| Abzweig geradeaus und von links |                      | von Wanne-Eickel                                  | von Wanne-Eickel                                  |
| Dienststation / Betriebs- oder Güterbahnhof | 49,5                 | Osnabrück-Hörne                                   | Osnabrück-Hörne                                   |
| ehemaliger Haltepunkt / Haltestelle |                      | Osnabrück Rosenplatz (in Bau)                     | Osnabrück Rosenplatz (in Bau)                     |
| Abzweig geradeaus, nach links und von links |                      | nach Abzw Lüstringen                              | nach Abzw Lüstringen                              |
| Turmbahnhof geradeaus oben | 52,9                 | Osnabrück Hbf (Löhne–Rheine) ⊙                    |                                                   |
| Strecke |                      | nach Hamburg-Harburg                              | nach Hamburg-Harburg                              |
| |                      |                                                   |                                                   |
| Quellen: |                      |                                                   |                                                   |

Die Bahnstrecke Brackwede–Osnabrück, auch Haller Willem genannt, ist eine eingleisige, nicht elektrifizierte Nebenbahn in Nordrhein-Westfalen und Niedersachsen. Sie verläuft am Teutoburger Wald von Brackwede über Halle (Westf.) nach Osnabrück.
Die Strecke ist wegen ihrer Steigung am Teutoburger Wald bekannt, hier wurde aus Kostengründen auf den Bau eines Tunnels verzichtet. Sie entstand im Jahr 1886 als eine Verbindung von Bielefeld nach Osnabrück. 1984 wurde der Reiseverkehr zwischen Dissen-Bad Rothenfelde und Osnabrück eingestellt, der Güterverkehr blieb noch bis 1991 erhalten. 2005 wurde der Personenverkehr auf dem Abschnitt wiederaufgenommen. Die gesamte Strecke gehört zum Netz der Deutschen Bahn; der Abschnitt von Dissen-Bad Rothenfelde bis Osnabrück wurde an die Verkehrsgesellschaft Landkreis Osnabrück verpachtet. Von Brackwede bis Dissen ist er Teil des DB-Regionalnetzes Münster-Ostwestfalen (MOW).

## Streckenverlauf
Der Haller Willem zweigt im Betriebsbahnhof Hörne von der Hauptbahn Wanne-Eickel–Hamburg ab. Die Abzweigung liegt bei 74 Meter über dem Meer. Die Strecke führt durch die Haltepunkte Sutthausen und Malbergen (letzterer nicht mehr bedient). Am Haltepunkt Oesede liegt die Strecke schon 94 Meter über dem Meer. Nach dem Haltepunkt Oesede passiert die Strecke den Haltepunkt Kloster Oesede und den Bahnhof Wellendorf. Der ehemalige Bahnhof Hankenberge liegt 177 Meter über dem Meer und befindet sich kurz vor dem höchsten Punkt der Strecke. Mit einer Steigung von 20 ‰ führt sie über den Teutoburger Wald und passiert dabei die Haltepunkte Hilter sowie Dissen-Bad Rothenfelde, dieser liegt 97 Meter über dem Meer. Von Dissen-Bad Rothenfelde verläuft die Strecke weitgehend in der Ebene über die Haltepunkte Westbarthausen, Borgholzhausen, Hesseln und die neu errichtete Station Halle OWL-Arena zum Bahnhof Halle (Westf). In der Ebene führt die Strecke weiter über den Haltepunkt Künsebeck, den Bahnhof Steinhagen in Westfalen, den Haltepunkt Steinhagen Bielefelder Straße, den Bahnhof Quelle und den Haltepunkt Quelle-Kupferheide. In Brackwede mündet die Strecke in die Hauptbahn nach Minden.

## Ursprung des Namens
Der Name Haller Willem geht zurück auf den Fuhrmann Wilhelm Stuckemeyer. Er gehörte zu den Männern, die vor dem Bau der Eisenbahnstrecke Güter zwischen Bielefeld und Osnabrück transportierten. Stuckemeyer war auf dem Abschnitt Halle – Brackwede unterwegs und hatte aufgrund seiner Beliebtheit in der Bevölkerung schnell den Namen Haller Willem bekommen. Dieser wurde dann für die bald gebaute Eisenbahnstrecke übernommen und hat sich bis heute erhalten.

## Geschichte

### Vorgeschichte
Erste Nachweise für die Förderung von Kohle in Borgloh stammen von 1460. Durch die Anfang des 19. Jahrhunderts beginnende Industrialisierung nahm der Abbau von Kohle stetig zu. Die Kohle wurde von Borgloh mit Pferdefuhrwerken nach Osnabrück gebracht. Die Pferdefuhrwerke konnten die steigende Menge der Kohle nicht mehr transportieren. Als Lösung wurde der Bau einer Eisenbahn nach dem Vorbild Englands angesehen.
In der Nähe Borglohs setzten sich auch andere Gemeinden für den Eisenbahnbau ein. Am 25. Juli 1878 planten Ingenieur Mackensen und Regierungsbaumeister Richard eine Bahnstrecke von Osnabrück nach Brackwede, diese sollte die Ortschaften Borgloh, Rothenfelde und Oesede an das Eisenbahnnetz anschließen. Mit einem Erläuterungsbericht sollte auf das Projekt aufmerksam gemacht werden.

„Die projektierte Eisenbahn […] ist bestimmt, für eine Reihe von gewerbthhättigen Ortschaften […], sowie von industriellen Etabilssements – als welche namentlich die fiskalischen Steinkohlengruben bei Borgloh, ferner die Saline bei Rothenfelde zu nennen sind – die so wünschenswerthe Schienen-Verbindung unter einander sowohl, als mit dem bestehenden Bahnnetze herzustellen. Bei der Wohlhabenheit der Bevölkerung läßt sich daher erwarten, daß unter dem segensreichen Einfluß einer Bahnverbindung die bestehende Industrie rasch emporblühen und durch den erleichterten Verkehr eine wesentliche Förderung des öffentlichen Wohles erreicht werden wird. […]“

Die Planungen sahen vor, die Bahnstrecke als Schmalspurbahn mit 750 mm Spurweite auszuführen. Dadurch sollten die Kosten für einen teuren Oberbau entfallen. Der Nachteil war jedoch, dass die Güter an den Endbahnhöfen umgeladen werden mussten, weshalb die Bahnstrecke letztendlich doch in Normalspur ausgeführt werden sollte. Als Problem stellten sich bei den Planungen die Höhenunterschiede am Teutoburger Wald heraus. Hier sollte aus Kostengründen ein Tunnel vermieden werden, weshalb auf dem Abschnitt jedoch Kurven mit einer Steigung von 25 ‰ entstehen mussten. 2,5 Millionen Mark wurden für den Bau der Bahnstrecke veranschlagt. In einer Kostengegenüberstellung wurde errechnet, dass die Bahnstrecke jährlich einen Überschuss von 127.000 Mark abwerfen würde.
Das Königliche Staatsministerium lehnte das Projekt am 8. Juni 1879 ab, da sich zunächst auf den Bau von Hauptbahnen konzentriert werden sollte. Der Erläuterungsbericht sollte weiterhin als Vorlage für einen möglichen Bahnbau dienen. Am 10. Mai 1880 wurde in Bad Oeynhausen ein Eisenbahnkomitee gegründet, dieses hatte den Bau einer Bahnstrecke von Osnabrück nach Brackwede als Ziel. Es wurde grundsätzlich die Streckenführung des Erläuterungsberichtes übernommen, die Streckenführung wurde jedoch über Lage, Detmold und Bergheim erweitert. Am Eisenbahnkomitee waren elf Persönlichkeiten ständig beteiligt, darunter der Bürgermeister Brüning aus Osnabrück und der Bürgermeister Huber aus Bielefeld. Noch am Tag der Gründung des Komitees verfasste dieses ein Schreiben an das Königliche Staatsministerium für öffentliche Arbeiten. In diesem Schreiben wurde wieder die Notwendigkeit des Bahnstreckenbaues betont. Die zuständige Bahnverwaltung befürwortete jetzt das Projekt, verlangte jedoch für den Bau der Strecke einen Zuschuss von 10.000 Mark pro Kilometer. In der Folgezeit einigte man sich auf 3.000 Mark pro Streckenkilometer, wobei sich die anliegenden Firmen an der Bezahlung des Zuschusses beteiligen mussten.
Im März 1882 stimmte auch der Provinziallandtag dem Bahnbau zu, am 15. Mai 1882 wurden schließlich 2.600.000 Mark zur Verfügung gestellt. In den folgenden Monaten hatte das Komitee aber wieder mit Problemen zu kämpfen, da einige Gemeinden und Firmen ihre Zuschüsse nicht zahlen wollten.

### Planung und Bau
Ende 1882 wurde die Planung der Streckenführung endgültig abgeschlossen. Im Sommer des Jahres 1883 wurden auch alle Pläne von den Bahnhöfen, Brücken und Durchlässen fertig gestellt. Die gesamte Strecke wurde in den folgenden Monaten in sieben Baulose aufgeteilt. Am 17. Dezember 1883 wurde der Streckenverlauf von der Landespolizei überprüft. Der folgende Textabschnitt stammt aus einem Protokoll, das während der Prüfung angefertigt wurde.

„Seiten des Herrn Regierungsrat Tilemann sowie der Interessenten aus Oesede wurde der Wunsch ausgesprochen, das Stationsgebäude des Bahnhofes Oesede von der Nordseite auf die Südseite zu verlegen.“

Geplant wurde das Bahnhofsgebäude in Oesede auf der Nordseite. Der Bau auf der Südseite wäre jedoch sinnvoller gewesen, da dann die Fahrgäste nicht erst die Hauptgleise überqueren müssten, wenn sie zum Empfangsgebäude oder zu den Zügen wollten, denn der Ortskern von Oesede lag auf der Südseite des Bahnhofs. Die katholische Kirche forderte aber hohe Grunderwerbskosten, so dass das Projekt scheiterte. Am 5. Januar 1885 wurde es in der Osnabrücker Zeitung öffentlich gemacht und eine Einspruchsfrist von 14 Tagen festgelegt. Am 2. Mai 1885 folgte der erste Spatenstich in Dissen-Bad Rothenfelde; mit einer Feier im Hotel Zur Post wurde dieser gewürdigt. Die ersten elf Monaten wurde die Strecke weitgehend in Handarbeit gebaut. Die Bauarbeiten wurden nur durch zwei Hindernisse gebremst: Der Freiherr Korff bestand auf einen Bedarfshalt auf seinem Grundstück in der Nähe von Sutthausen. Man einigte sich darauf, dass der Zug bei entsprechendem Flaggensignal halten solle. Das Grundstück der Witwe Peistrup bei Hörne musste enteignet werden; es wurde ein Kaufpreis von 3726,60 Mark festgelegt. Elf Monate nach dem Spatenstich konnte ein Bauzug eingesetzt werden; dieser wurde in Dissen-Bad Rothenfelde festlich begrüßt. Am 15. Juli 1886 trafen sich die beiden Baukolonnen in Hankenberge, so dass nun eine durchgehende Verbindung bestand. Die Osnabrücker Zeitung berichtete schon am 13. Juli positiv über die Bahnstrecke:

„Dem Eröffnungstermin der Bahnstrecke Osnabrück – Brackwede sieht man mit besonderem Interesse entgegen und bereits sind mehrere Ausflüge geplant, die sicherlich Befriedung gewähren werden. Auch in anderen an der Bahnstrecke gelegen Orten verspricht man sich von der neuen Bahn lebhaften Verkehr und Hebung mancher Gesellschaftlichen Verhältnisse, und man hat mit Rücksicht hierauf die nicht unerheblichen Opfer für das Zustandekommen der Bahn gebracht. Der Grund und Boden ist, woran der ‚Hannoversche Courier‘ erinnert, von den Betheiligten beschafft; der Anschlag ging auf 70.000 Mark für die westfälische Strecke und auf 200.000 Mark für die hannoversche Strecke. Der Grunderwerb hat aber erheblich mehr gekostet, wohl 50 Procent über den Anschlag. Dem Staat war von den Betheiligten außer dem Grund und Boden ein Zuschuß von 3.000 Mark für ein Kilometer Bahnlänge, im Ganzen 142.000 Mark zu zahlen. Der Oberbau ist staatsseitig beschaft, die Bewilligung des Landtags ging auf 2.800.000 Mark.“

Von Mitte Juli bis Anfang August fanden auf der Strecke Probefahrten statt.

### Empfangsgebäude
Die Empfangsgebäude des Haller Willem sind besonders zu beachten. Um Kosten zu sparen, wurden die Gebäude von Dissen-Bad Rothenfelde und Halle „recycelt“. Das Gebäude von Dissen ist der ehemalige Hauptbahnhof von Hildesheim, der nach der Verstaatlichung der Hannover-Altenbekener Eisenbahn-Gesellschaft durch einen neuen, ein wenig nördlicher gelegenen Hauptbahnhof ersetzt wurde. Da die erste Eisenbahn Hildesheim bereits 1846 erreichte, gehört das Gebäude zu den ältesten noch erhaltenen Bahnhofsgebäuden in Deutschland und steht unter Denkmalschutz. Das erste Gebäude von Halle, das 1963 abgerissen und durch den heute noch vorhandenen Neubau ersetzt wurde, war der Bahnhof Hannover Süd der Hannover-Altenbekener Eisenbahn-Gesellschaft, der nach der Verstaatlichung und Einführung der Strecke Hannover–Altenbeken in den Hauptbahnhof Hannover nicht mehr benötigt wurde.
Die übrigen Gebäude wurden nach preußischen Normen errichtet. Die Ziegelgebäude konnten dabei mit gespiegelten Grundrissen oder durch Weglassen eines Stockwerks variiert werden. So kommt es zu Ähnlichkeiten. Die Haltepunkte Künsebeck und Westbarthausen ähneln einander; auch die Gebäude von Steinhagen, Borgholzhausen, Wellendorf und Oesede weisen Übereinstimmungen auf.

### Eröffnung und Betrieb
| von Osnabrück           | 2. Klasse | 3. Klasse |
| ----------------------- | --------- | --------- |
| nach Oesede             | 1,10 Mark | 0,80 Mark |
| nach Ottoschacht        | 1,40 Mark | 0,90 Mark |
| nach Wellendorf         | 1,70 Mark | 1,10 Mark |
| nach Dissen-Rothenfelde | 2,60 Mark | 1,70 Mark |
| nach Borgholzhausen     | 3,20 Mark | 2,10 Mark |
| nach Halle              | 3,80 Mark | 2,60 Mark |
| nach Steinhagen         | 4,40 Mark | 2,90 Mark |
| nach Brackwede          | 5,00 Mark | 3,30 Mark |

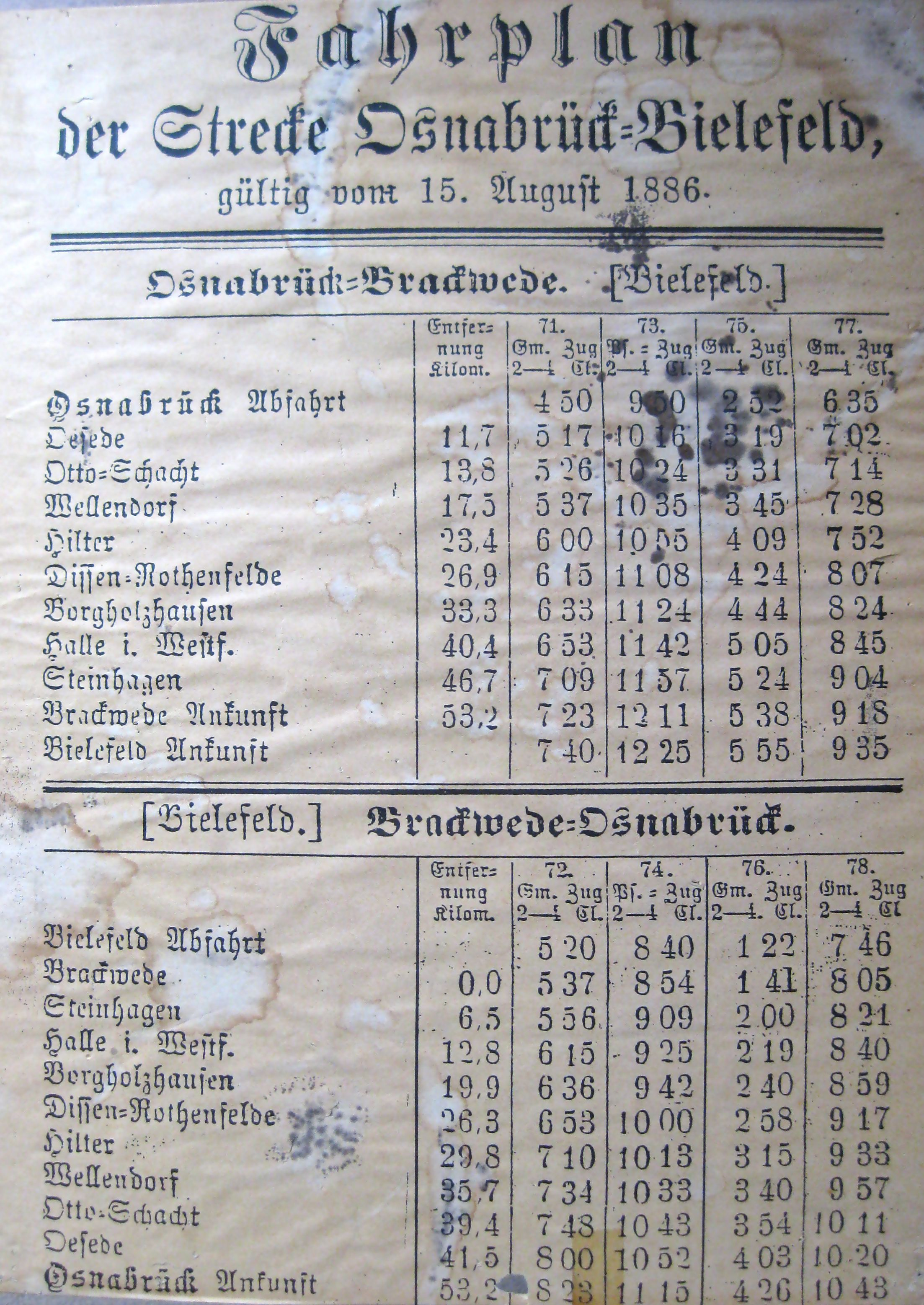
Faksimile des ersten Fahrplans, gültig ab 15. August 1886

Am 6. August 1886 verschickte die Stadt Osnabrück Einladungsschreiben zur feierlichen Streckeneröffnung am 14. August 1886. Ein Sonderzug verließ an diesem Tag um circa zwölf Uhr den Cöln-Mindener Bahnhof in Osnabrück. Der Zug sollte gegen 14 Uhr in Dissen-Bad Rothenfelde ankommen; in Rothenfelde war ein gemeinsames Mittagessen mit den geladenen Gästen vorgesehen. Der Sonderzug bestand aus fünf prachtvoll geschmückten Personenwagen, gezogen von einer Dampflokomotive. Die Fahrpreise ab Osnabrück wurden am 14. August 1886 festgelegt. Von der Osnabrücker Zeitung wurde berichtet, dass die Strecke wegen der Landschaft gut bei den Touristen ankommen werde, es seien auch schon viele Sonderfahrten von Vereinen geplant. Die Strecke wurde nach der Eröffnung von vier täglich fahrenden Zugpaaren bedient, diese waren aber so genannte „gemischte Züge“, so dass diese auch Güterwagen beförderten und eine Fahrzeit von zweieinhalb Stunden hatten. Die Bürger waren über diese lange Fahrzeit empört, da eine Fahrt über Löhne trotz des Umweges sogar um wenige Minuten kürzer war.
Schon drei Tage nach der Eröffnung, am 18. August 1886, passierte der erste Unfall. Um 14:52 Uhr entgleiste ein Viehwagen eines gemischten Zuges bei Hankenberge; der Zug konnte aber rechtzeitig, durch die Geschwindigkeit von rund 40 km/h, bremsen. Es wurde eine telegraphische Meldung nach Bielefeld geschickt, dass eine Maschine den entgleisten Wagen holen sollte. Nach einem Bericht der Osnabrücker Zeitung soll die Hilfsmaschine eine zu hohen Geschwindigkeit gehabt haben. Ein Zusammenstoß wurde durch Signale von beiden Lokführern verhindert.
Schon im Jahr der Betriebseröffnung wurde bemängelt, dass am Johannistor in Osnabrück kein Halt bestehen würde. Die Einrichtung des Haltepunktes wurde zwar beantragt, jedoch nicht verwirklicht. Auch mit den An- und Abfahrtszeiten wollten sich die Bürger nicht zufriedengeben, da der letzte Zug für Ausflügler, wegen der späten Abfahrtszeiten, ungeeignet war. Vom Verschönerungsverein Osnabrück wurde ein Antrag auf einen zusätzlichen Zug gestellt, das Eisenbahn-Betriebs-Amt antwortete aber, dass für Ausflüge auch für 100 Mark ein Sonderzug angemietet werden könne. Schnell wurde der Haller Willem zu einer wichtigen Stütze der Wirtschaft in der Region. Auf der Strecke wurden Bodenschätze aus dem Teutoburger Wald transportiert, aber auch Arbeiter und Schüler in die Städte gebracht und einige touristische Ziele an die Eisenbahn angebunden. Zum 6. Februar 1905 teilte die Eisenbahndirektion Münster mit, dass man die Höchstgeschwindigkeit auf der Strecke auf 50 km/h heraufsetzen wolle. Hierfür wurden die betrieblichen Einrichtungen, vor allem die Bahnübergänge, verbessert. Im Fahrplan von 1905 verkehrten schon sechs Züge auf dem Haller Willem, die Fahrzeit lag, dank den baulichen Verbesserungen, bei nur noch circa zwei Stunden. Bis zum Ersten Weltkrieg wurde das Fahrplanangebot auf fünf Zugpaare und sieben auf Teilstrecken verkehrende Züge erhöht. Nach dem Ersten Weltkrieg bestanden sechs Zugpaare und ein Zugpaar, das nur bis Wellendorf fuhr. Die Fahrzeit der schnellsten Züge lag dabei bei nur noch einer Stunde und 45 Minuten. Außerdem verkehrten sechs Güterzüge. Die Entwicklung des Güterverkehrs auf der Strecke ist heute nur noch schwer nachvollziehbar, da nur wenige Quellen vorhanden sind.
Im Jahr 1920 wurde die erste Schrankenanlage in Betrieb genommen; diese lag beim Bahnhof Dissen-Rothenfelde. Die Schranke wurde in der folgenden Zeit aber immer mehr zum Ärgernis, da sie oft lange geschlossen blieb.
Ab den 1960er Jahren bekam die Eisenbahn eine immer stärkere Konkurrenz durch die Straße. Viele Güter ließen sich billiger und bequemer mit dem LKW transportieren, und viele Reisende stiegen auf Automobile und Busse um. Die Auslastung der Züge des Haller Willems sank.

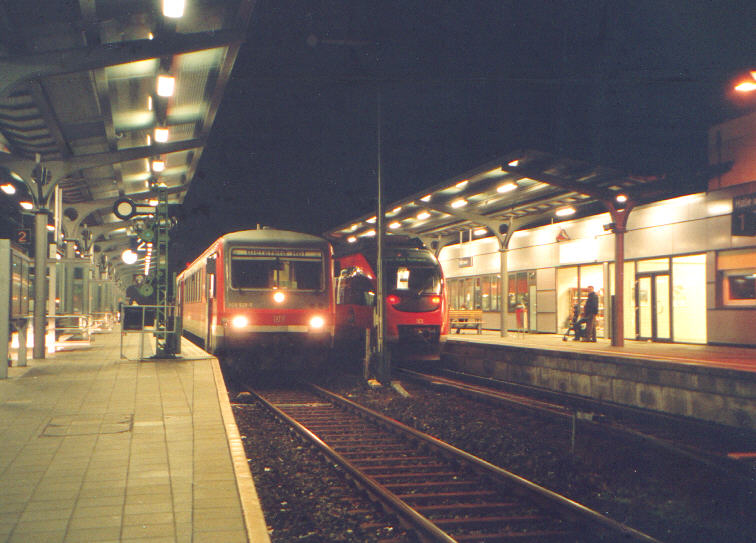
Zugkreuzung in Halle (Westf.) 2003:
DB 628 und DB 644 Bombardier Talent

Am 2. Juni 1984 wurde schließlich der Personenverkehr zwischen Osnabrück und Dissen-Bad Rothenfelde eingestellt. Der Güterverkehr blieb auf diesem Abschnitt noch bis zum 31. Mai 1991 erhalten. Doch die Deutsche Bahn wollte diesen zu Beginn der 1990er Jahre ebenfalls einstellen und die Schienen nordwestlich von Dissen-Bad Rothenfelde beseitigen. Dies konnte von der Bürgerinitiative „Initiative Haller Willem“ verhindert werden.
Für den Südostabschnitt Dissen-Bad Rothenfelde – Bielefeld entwickelte sie das Konzept „BahnStationZukunft OstWestfalenBahn“. Es präsentierte zahlreiche Überlegungen zur Entwicklung der Strecke für modernen Personen- und Güterverkehr und wurde schließlich von der Region Ostwestfalen-Lippe als dezentrales Projekt der Weltausstellung Expo 2000 in Hannover angemeldet. Der Verkehrsverbund Ostwestfalen-Lippe übernahm die Projektträgerschaft. Die Strecke wurde 1999/2000 saniert und für die Erprobung des Funkfahrbetriebes ausgerüstet. Die Kommunen beteiligten sich intensiv durch die Modernisierung der Bahnhofsumfelder und der Ausweisung neuer Wohnsiedlungen in Streckennähe.

### Entwicklung im 21. Jahrhundert

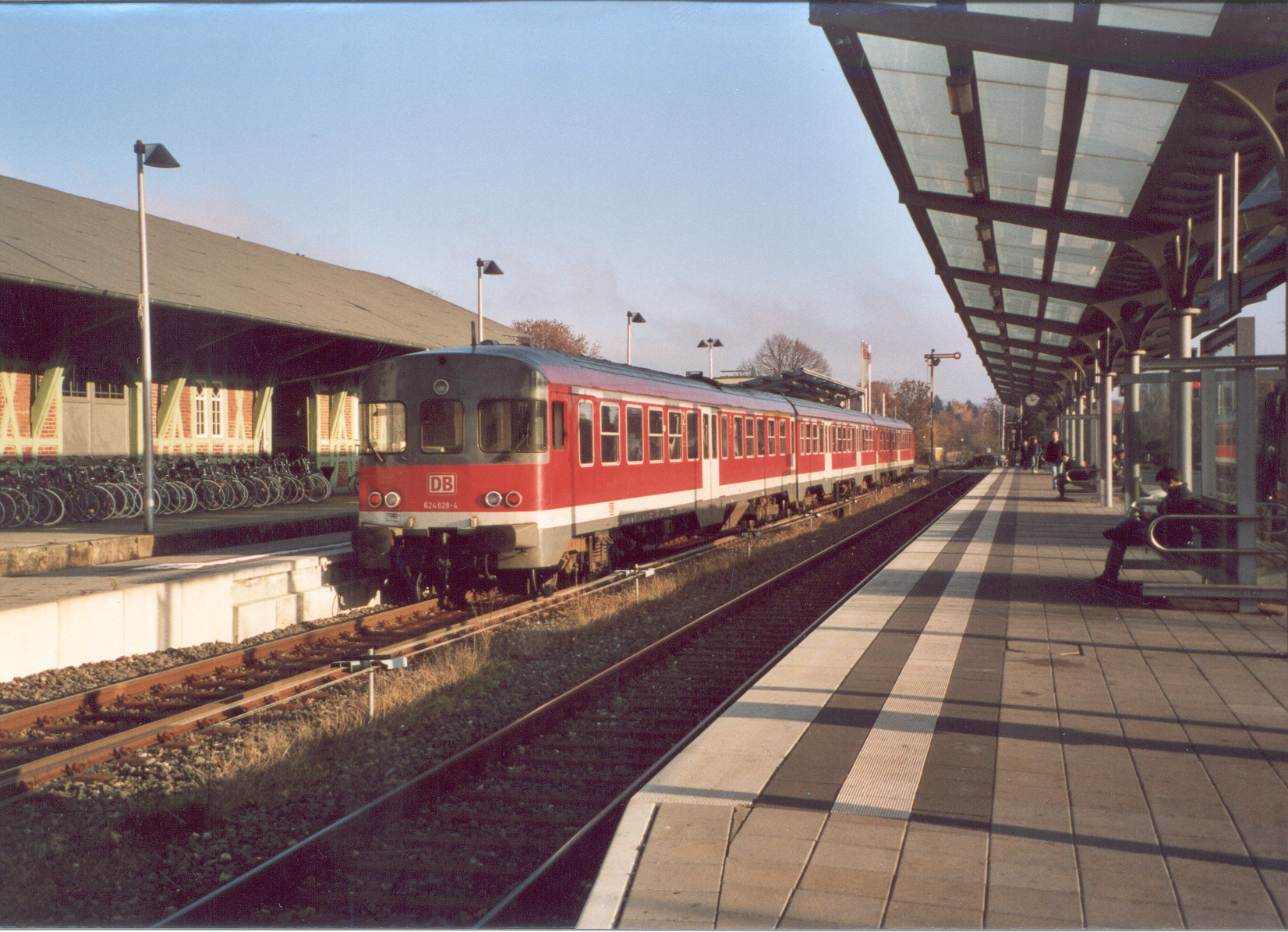
624 648-4 nebst Anhang ist im November 2003 als kurzfristiger 644/628-Ersatz unterwegs auf dem Haller Willem

Um die Strecke für den Radtourismus attraktiver zu machen, wurde die streckenparallele BahnRadRoute Teuto-Senne von Osnabrück über Bielefeld nach Paderborn ausgeschildert. Besonders an Wochenenden im Sommer besteht ein großer Teil der Fahrgäste aus Reisenden mit Fahrrad. Radtouristen sind für den Erhalt der Bahnverbindung zu einem wichtigen Faktor geworden. Für den Fahrradtransport besteht eine Reservierungsempfehlung. Einzelreisende mit Fahrrad werden soweit möglich ohne Voranmeldung befördert. Insgesamt konnten die Fahrgastzahlen mehr als verdoppelt werden.

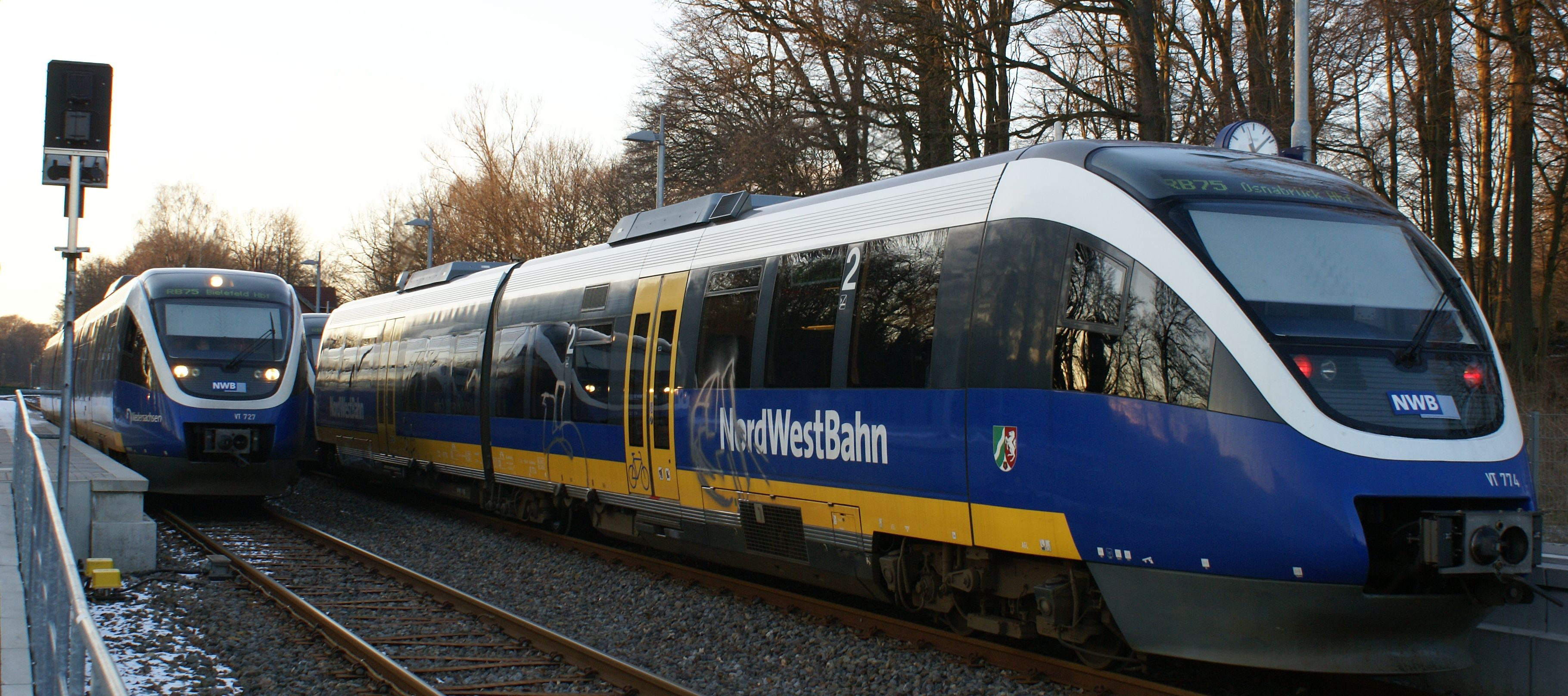
Zwei Bombardier Talent der NordWestBahn im Bahnhof Wellendorf im Februar 2009

1999 pachtete die Verkehrsgesellschaft Landkreis Osnabrück (VLO) den niedersächsischen Streckenabschnitt von der Deutschen Bahn für 30 Jahre, für einen symbolischen Preis von einer DM, mit dem Ziel der Reaktivierung. Nach einer Kosten-Nutzen-Untersuchung der Landesnahverkehrsgesellschaft Niedersachsen (LNVG), die 3600 Fahrgäste pro Tag prognostizierte, ließ die VLO den Streckenabschnitt komplett sanieren und modernisieren. Die Strecke wurde für durchgängig 80 km/h ausgebaut. Bahnübergänge wurden geschlossen oder mit Lichtzeichenanlagen versehen.
Nachdem die NordWestBahn das Ems-Senne-Weser-Netz in Ostwestfalen-Lippe und im benachbarten Münsterland gewonnen hatte, unterbreitete sie dem Verkehrsverbund auch ein günstiges Angebot für den Verkehr auf dem Haller Willem. So wird der Betrieb des Haller Willem seit dem 15. Dezember 2003 von der NWB durchgeführt.
Die Reaktivierung des Abschnittes bis Osnabrück wurde am 12. Juni 2005 mit zahlreichen Festen entlang der Strecke gefeiert. Seitdem verkehrt der Haller Willem wieder von Bielefeld bis Osnabrück. Gleichzeitig trat mit der Inbetriebnahme ein neuer Verbundtarif für den südlichen Landkreis Osnabrück (VOS-Plus) und ein Übergangstarif zum Verkehrsverbund OstWestfalenLippe (Der Sechser) in Kraft. Nicht in den Übergangstarif einbezogen sind die Nachbarkommunen Werther (Westfalen), Versmold, Bad Iburg und Bad Laer.
Seit der Reaktivierung konnte die Fahrgastzahl bis 2010 stark gesteigert werden. Zwischen Bielefeld und Halle verkehrt der Haller Willem zu Hauptverkehrszeiten halbstündlich; die Einführung eines durchgehenden Halbstundentaktes wird diskutiert. Die LNVG lehnte dies allerdings zu dem Zeitpunkt ab, da die Fahrgastzahlen in dem reaktivierten Teilstück mit 2000 bis 2500 Fahrgästen täglich unter den Prognosen liegen. Die Einführung eines durchgehenden Halbstundentaktes wäre mit Investitionskosten in die Infrastruktur und in zusätzliche Fahrzeuge verbunden.
Am 3. Mai 2012 wurde auf dem von DB Netz (heute DB InfraGO) betriebenen Abschnitt ein elektronisches Stellwerk in Betrieb genommen. Die Bahnhöfe Quelle, Steinhagen und Halle (Westf.) werden seitdem zentral von einem Fahrdienstleiter bedient. Seit dem 25. Januar 2013 wird die Strecke aus der regionalen Bedienzentrale „Lzf“ in Lage (Lippe) gesteuert.
Die DB InfraGO plant die Inbetriebnahme des Haltepunkts Osnabrück Rosenplatz für Dezember 2025. Die Stadt Osnabrück plante, ihren Anteil von Ende 2024 bis Frühjahr 2025 zu bauen. Stattdessen begann die Deutsche Bahn am 7. Juli 2025  mit dem Bau des Haltepunkts mit voraussichtlicher Fertigstellung Mitte 2026 und ging von einem anschließenden Ausbau des Stationsumfelds durch die Stadt bis zur Eröffnung im Dezember 2026 aus.
Die LNVG plante Stand Februar 2024, die Taktverdichtung zwischen Halle und Osnabrück bis etwa 2030 umzusetzen. Dafür soll eine zusätzliche stündliche Regional-Express-Linie RE 75 eingeführt werden, welche die dann ebenfalls stündlich verkehrende Linie RB 75 zwischen Bielefeld und Osnabrück ergänzt. Der RE 75 soll mehrere kleinere Zwischenhalte auslassen, was zu einer Fahrtzeitverkürzung gegenüber der Regionalbahn-Linie führt. Nötige Anpassungen an der Strecke umfassen den Bau zusätzlicher Ausweichstellen und eine Erhöhung der Höchstgeschwindigkeit einiger Abschnitte auf 100 km/h. Unabhängig von der Taktverdichtung sollen die Triebzüge ab 2029 von Diesel- auf Akku-Elektroantrieb umgestellt werden.
Langfristig ist vorgesehen, den Personenverkehr auf dem Haller Willem in das geplante S-Bahn-Netz Ostwestfalen zu integrieren.

## Fahrzeugeinsatz
Wegen der Steigung wurden in der Dampflokzeit möglichst Lokomotiven mit kleinem Raddurchmesser eingesetzt. Wegen der gemischten Züge wurden auch die Personenzüge gern mit Güterzugloks gefahren. Reine Personenzugloks wie die Preußische P 8, die noch in den 1960er Jahren einzelne Ersatzdienste fuhr, aber auch die in einem Fahrplanjahr eingesetzte DR-Baureihe 24, waren beim Personal wegen der Schleuderneigung unbeliebt. Über den Lokeinsatz bis zum Zweiten Weltkrieg gibt es wenige Nachweise. Die Preußische T 3 wurde eingesetzt, auch die Preußische G 8 soll die Strecke bedient haben; ob sie wirklich eingesetzt wurde, ist nicht belegt. Des Weiteren soll die Preußische T 9 die Strecke von 1910 bis in die 1950er Jahre bedient haben. Ab den 1940er Jahren bis Ende der 1960er Jahre ist der Einsatz der DR-Baureihe 50 auf der Strecke belegt. Unklar ist der Einsatz einer Lokomotive der DR-Baureihe 61, nach einer Quelle soll die nach 1945 bei der Bundesbahn verbliebene Lokomotive 61 001 auf dem Haller Willem von 1948 bis 1952 zum Einsatz gekommen sein. 
Die Preußische T 14.1 war von 1930 bis zum Winterfahrplan 1962 die Stammlokomotive auf dem Haller Willem. Auch die Preußische T 16 und die Preußische T 16.1 kamen als Stammlokomotiven ab Ende der 1920er Jahre bis zum Anfang der 1960er Jahre zum Einsatz. Durch die Elektrifizierung in anderen Teilen der Bundesrepublik frei gewordene Lokomotiven der Baureihe 50 ersetzten die Länderbahnloks ab 1963 vollständig. Im eher flachen Abschnitt von Bielefeld nach Dissen-Bad Rothenfelde wurde auch die DR-Baureihe 41 eingesetzt. In den 1960er Jahren waren die Güterzüge so gut ausgelastet, dass der Abendgüterzug 8888 von Bielefeld nach Osnabrück Rbf regelmäßig ab Dissen mit Vorspannlokomotive (also zweimal Baureihe 50) gefahren werden musste.
Der Einsatz von Diesellokomotiven ist dagegen eindeutiger. Zum Einsatz kam die DB-Baureihe V 100 ab 1963 bis 1983 vor Güter- oder Personenzügen, auch mit Rangierbedienung in den Bahnhöfen. In Einzeldiensten kurz nach der Stationierung in Oldenburg und Osnabrück, regelmäßig ab Mitte der 1970er Jahre kam die DB-Baureihe 216 hinzu. Güterzüge wurden ab 1972 bis Anfang der 1990er Jahre mit der DB-Baureihe V 90 gefahren. Für wenige Jahre wurde von 1975 an, bis zur Einstellung des Personenverkehrs auf dem Nordabschnitt, die DB-Baureihe V 200.0 auf dem Haller Willem eingesetzt.
Als Triebwagen kamen ab 1914 Akkumulatortriebwagen auf die Strecke, der Einsatz endete 1944. Wieder nur durch Bilder belegt ist der Einsatz der DR-Baureihe VT 75, die die Akkumulatortriebwagen nach dem Zweiten Weltkrieg ablösten. Der Einsatz endete vermutlich 1954 durch Schienenbusse. Die DB-Baureihe VT 95 bediente bis 1966 den Haller Willem, wegen ihrer zu geringen Motorleistung in der Steigung und der zu geringen Platzzahl wurde sie durch die DB-Baureihe VT 98 abgelöst, wobei ab 1963 beide Baureihen im Einsatz waren. Ab 1962 kamen nochmals Akkumulatortriebwagen der DB-Baureihe ETA 150 bis 1980 auf die Strecke. Ab 1964 bediente sie auch die DB-Baureihe VT 24; einzelne Triebwagen wurden als Ersatz für andere Triebfahrzeuge bis 2003 auf dem Haller Willem eingesetzt. Nach 1975 war hier auch die DB-Baureihe 614 zu sehen, ihr Einsatz endete um 2000. Nach 1993 wurden fast alle Züge mit Triebwagen der DB-Baureihe 628 gefahren, diese waren bis 2003 unterwegs. Ab 2000 kamen hauptsächlich Fahrzeuge der DB-Baureihe 644 zum Einsatz, ab Dezember 2003 fuhren im Personenverkehr ausschließlich Bombardier Talent der NWB, als kurzfristiger Ersatz waren in der Vergangenheit aber gelegentlich auch Lint 41 im Einsatz.
In den Bahnhöfen waren für den umfangreichen Güterverkehr Kleinlokomotiven der Baureihen Kö II (Kö 5152, Borgholzhausen bis 1961), Kö I (Kö 0189, Borgholzhausen 1961–1966) und Köf II (Steinhagen, Halle und Dissen-Bad Rothenfelde) stationiert.
Letztere waren mit geschlossenem Führerhaus ausgestattet und wurden von Halle aus für Bedienfahrten nach Künsebeck und zum Anschluss Condetta (Storck), selten auch nach Hesseln, von Dissen aus nach Hilter, Hankenberge und Kloster Oesede eingesetzt.

## Bahnverkehr

### Personenverkehr

Bombardier Talent der NordWestBahn in Sonderlackierung 125 Jahre Haller Willem

Die Strecke wird von der Regionalbahn RB 75 Haller Willem bedient. Betrieben wird sie von der NordWestBahn mit Diesel-Triebwagen vom Typ Bombardier Talent. Die Höchstgeschwindigkeit ist hier auf 80 km/h beschränkt, die Durchschnittsgeschwindigkeit der RB 75 beträgt 46 km/h.
Die Symmetriezeit liegt auf dieser Strecke etwa 3–4 Minuten früher als allgemein üblich, wodurch die Umsteigezeiten zum Haller Willem durchwegs bis zu 8 Minuten knapper ausfallen als in Gegenrichtung.

### Güterverkehr
Der Güterverkehr ist bis auf die Bedienung eines Anschlusses eingestellt. Dieser Anschluss liegt im Bahnhof Quelle und wird zweimal wöchentlich dienstags und donnerstags von Brackwede aus bedient. Leere Wagen werden in den Anschluss der Firma Kastrup Recycling zugestellt und mit Schrott gefüllte Wagen abgeholt, in der Regel zwei bis drei Wagen der Bauart E.

## Unfälle
- Am 7. November 2002 kollidierte ein Personentriebzug bei Halle mit einem Schwertransporter, dieser hatte zwei Stahlbetonträger mit einer Gesamtmasse von 70 Tonnen geladen. Der Lkw-Fahrer war nach einer Fahrzeugpanne ohne Polizeibegleitung über einen unbeschrankten Bahnübergang gefahren, wo es zur Kollision kam. Der Triebfahrzeugführer wurde schwer eingeklemmt und konnte erst nach Stunden befreit werden.[18]